# 王琴堂故居
王琴堂故居位于河北邯郸市丛台区东门里北街，是清代邯郸最后两名进土之一王琴堂的祖第，占地面积约600平方米。现存房屋50余间，房屋破旧，已成为杂居的民居。1995年10月，被邯郸市人民政府公布为第一批市级文物保护单位。

## 布局
王琴堂故居始建于他任知县前后即清光绪二十四年（1898年），座西面东，为二进四合院。分为北、西和东三个院，数百年的风雨洗礼，房子外墙虽破败不堪，但能够感受到当时的气势恢宏。
王琴堂因弟兄二人分家，院内布局变为现在的主次院并列的模式。王琴堂走北门，北门为上，称“艮门”；其弟王跻堂走南门，南门为次，称“震门”。王琴堂故居前院为王琴堂住所，是主院，正房为五间，明三暗二“两甩袖”。后院为次院为其弟王跻堂住所，规模明显比主院要小。 
北院是按照中国北方传统庭院布局和砖木结构建造的四合院。但从布局结构来看又和传统四合院不同，南北两间是厢房，西房是正房。临街的倒座有五间房子。正房堂屋向院开门，对称的耳房套间向堂屋开门，中间则采用木隔栅分成明暗两个格局。家人出入的三个街门以及门楼、西院的穿堂门及倒座房的窗口采用圆拱形顶砌成，院内主要通道用青砖铺设。临街倒座房是王琴堂在世时的客厅兼书房。院中的月亮门，将内外宅分隔开。西院是由前院正房的西山墙、北房西房南房围合而成，西院的北房曾经作为王琴堂的书房用。东院由于年代久远现已不存在，原东院只有西房、北房，街门向西开，是专门碾粮食的碾房、仓房及长工住房。

## 现状
王琴堂故居房子虽然没有遭到拆毁，但已经是破败不堪，院里面到处是私搭乱建，屋顶露天，电线还钉满了墙面，火灾隐患重重，根据当地居民反映，文物贩子还过来这里偷东西，把一些精美的砖雕，带字的瓦片都给偷走了。